# Cubaris minilobus
Cubaris minilobus är en kräftdjursart som beskrevs av Lewis 1998. Cubaris minilobus ingår i släktet Cubaris och familjen Armadillidae. Inga underarter finns listade i Catalogue of Life.